# Mary Wagner
Marianne „Mary“ Wagner (* 12. Oktober 1961 in Augsburg) ist eine ehemalige deutsche Leichtathletin, die in den 1980er-Jahren vor allem im Hürdenlauf erfolgreich war.

## Sportliche Karriere
Mary Wagner bestritt ihre gesamte sportliche Laufbahn für den TSV Göggingen Augsburg aus dem gleichnamigen Augsburger Stadtteil und wurde von Max Steger trainiert, dessen eigene Tochter Claudia Steger ebenfalls eine erfolgreiche Läuferin war. Ihre größten Erfolge stellen der Sieg bei den Deutschen Meisterschaften 1983 über 400 Meter Hürden sowie die Vizemeisterschaft im Jahr zuvor dar. Daneben hatte sie bei den Deutschen Hallenmeisterschaften 1981 ebenfalls einen zweiten Platz im 400-Meter-Lauf erreicht. Ihre persönliche Bestleistung von 55,19 s stellte sie am 21. Mai 1983 in Fürth auf und lief damit bis auf fünf Hundertstelsekunden an den bundesdeutschen Rekord von Silvia Hollmann heran.
Im August 1983 nahm Wagner an den ersten Weltmeisterschaften in Helsinki teil und galt aufgrund ihrer vorherigen Erfolge als hoffnungsvolle Titelanwärterin. Im Vorlauf des 400-Meter-Hürdenlaufs zog sie sich allerdings einen Achillessehnenriss zu und konnte nicht mehr am Wettbewerb teilnehmen. Vor allem im Hinblick auf die anstehenden Olympischen Sommerspiele 1984 in Los Angeles begann Wagner nur wenige Monate später wieder mit dem Training, überlastete dadurch aber ihre Achillessehne und musste ihre Karriere beenden.

## Privatleben
Wagner ist seit 1987 mit dem ehemaligen NBA-Basketballspieler Detlef Schrempf verheiratet und hat mit ihm zwei Söhne. Schon im Herbst 1984 war sie ihrem zukünftigen Mann nach Seattle in die USA gefolgt. Das Paar hatte sich bei einer Folge des Aktuellen Sportstudios des ZDF kennengelernt.